# Gilbert Adair
Gilbert Adair (* 29. Dezember 1944 in Edinburgh, Schottland; † 8. Dezember 2011 in London) war ein britischer Schriftsteller, Filmkritiker und Kolumnist, der vor allem durch seine Kriminalromane bekannt wurde.

## Leben
Von 1968 bis 1980 lebte Adair in Paris, danach in London. Er gewann den „Scott-Moncrieff-Übersetzerpreis“  für das Buch A Void, das er aus dem  Französischen ins Englische übersetzte. Der Originaltitel war La Disparition von Georges Perec (dt. Anton Voyls Fortgang). Seine Werke erscheinen auch auf Deutsch beim Zürcher Verlag Edition Epoca in der Übersetzung von Thomas Schlachter (u. a. die Romane Der Tod des Autors, Liebestod auf Long Island, Der Schlüssel zum Turm und Träumer) sowie beim Verlag C. H. Beck in der Übersetzung von Jochen Schimmang (u. a. die Kriminalromane mit der Hobbyermittlerin Evadne Mount: Mord auf ffolkes Manor, Ein stilvoller Mord in Elstree, Und dann gab's keinen mehr).
Zwischen 1992 und 1996 verfasste er für die Sunday Times (UK) eine wöchentliche Kolumne.

## Verfilmungen
Der Film Leben und Tod auf Long Island (Love and Death on Long Island, 1997) von Richard Kwietniowski basiert auf einer Erzählung von 1990.
Für den Film Die Träumer (The Dreamers, 2003) von Bernardo Bertolucci schrieb Adair das Drehbuch. Dazu verwandte er Inhalte aus dreien seiner Bücher: The Holy Innocents, The Dreamers und Buenas Noches, Buenos Aires.

## Werke

### Fiktion
- Alice Through the Needle's Eye. 1984, Illustrationen von Jenny Thorne. Macmillan, London, ISBN 0-330-29158-0.
  - Deutsche Ausgabe: Alice und das Land im Nadelöhr. Die weiteren Abenteuer von „Alice im Wunderland“. Aus dem Englischen übersetzt von Dieter H. Stündel. Goldmann, München 1991, ISBN 3-442-09901-3.
- Peter Pan and the Only Children. Macmillan, London 1987
  - Deutsche Ausgabe: Peter Pan und die Einzelkinder. Aus dem Englischen übersetzt von Joachim Körber. Bellheim 2007, ISBN 978-3-937897-26-4.
- The Holy Innocents. Heinemann, London 1988
- Love and Death on Long Island. 1990
  - Deutsche Ausgabe: Liebestod auf Long Island. Aus dem Englischen übersetzt von Thomas Schlachter. Edition Epoca, Zürich 1998, ISBN 3-905513-09-9.
- The Death of the Author. 1992
  - Deutsche Ausgabe: Der Tod des Autors. Aus dem Englischen übersetzt von Thomas Schlachter. Edition Epoca, Zürich 1997
- The Key of the Tower. 1997
  - Deutsche Ausgabe: Der Schlüssel zum Turm. Aus dem Englischen übersetzt von Thomas Schlachter. Edition Epoca, Zürich 2000
- A Closed Book. 1999
  - Deutsche Ausgabe: Blindband. Aus dem Englischen übersetzt von Thomas Schlachter. Edition Epoca, Zürich 1999
- The Dreamers. 2003
  - Deutsche Ausgabe: Träumer. Aus dem Englischen übersetzt von Thomas Schlachter. Edition Epoca, Zürich 2003, ISBN 3-905513-31-5.
- Buenas Noches, Buenos Aires. 2003
  - Deutsche Ausgabe:  Buenas Noches, Buenos Aires. Aus dem Englischen übersetzt von Jochen Schimmang. Beck, München 2010, ISBN 978-3-406-60518-5.
- The Act of Roger Murgatroyd. 2006
  - Deutsche Ausgabe: Mord auf ffolkes Manor.  Aus dem Englischen übersetzt von Jochen Schimmang. Beck, München 2006, ISBN 978-3-406-55065-2.
- A Mysterious Affair of Style. 2007
  - Deutsche Ausgabe: Ein stilvoller Mord in Elstree. Evadne Mounts zweiter Fall. Aus dem Englischen übersetzt von Jochen Schimmang. Beck, München 2007, ISBN 978-3-406-56370-6.
- And then there was no one. 2008
  - Deutsche Ausgabe: Und dann gab’s keinen mehr. Evadne Mounts dritter Fall. Aus dem Englischen übersetzt von Jochen Schimmang. Beck, München 2008

### Non-Fiktion
- Hollywood's Vietnam. From "The Green Berets" to "Apocalypse Now". 1981, ISBN 0-906-07186-0.
- A Night at the Pictures. Mit Nick Roddick. 1985
- Myths & Memories, 1986
- The Postmodernist Always Rings Twice. 1992
  - Deutsche Ausgabe: Wenn die Postmoderne zweimal klingelt. Variationen ohne Thema. Aus dem Englischen übersetzt von Thomas Schlachter. Edition Epoca, Zürich 2000, ISBN 3-905513-19-6.
- Flickers. 1995
- Wonder Tales: Six French Stories of Enchantment. Als Herausgeber mit Marina Moes. 1995
- Surfing the Zeitgeist. 1997
- Movies. 1999
- The Real Tadzio. 2001
  - Deutsche Ausgabe: Adzio und Tadzio. Władysław Moes, Thomas Mann, Luchino Visconti: Der Tod in Venedig. Essay. Aus dem Englischen übersetzt von Thomas Schlachter. Edition Epoca, Zürich 2002, ISBN 3-905513-28-5.

### Übersetzungen
- François Truffaut: Letters. Auch Herausgeber. 1990
- Georges Perec: A Void. 1994
- Raymond Queneau: Zazie in the Metro. 2000.